# Formule 1 v roce 1986
Ve Formuli 1 v roce 1986 se uskutečnilo celkem 16 závodů Grand Prix. Mistrem světa se stejně jako v předchozím roce stal Alain Prost s vozem McLaren MP4/2C. Pohár konstruktérů získal Williams.
V tomto roce se poprvé závodilo na maďarském Hungaroringu (11. závod GP, 10. srpna 1986).

## Pravidla
- Boduje prvních šest jezdců podle klíče:
  - 1. 9 bodů
  - 2. 6 bodů
  - 3. 4 body
  - 4. 3 body
  - 5. 2 body
  - 6. 1 bod
- Do konečné klasifikace se započítává pouze 11 nejlepších výsledků .
- Technika - motor 1500 cm³ s přeplňováním. Atmosférické motory nebyly povoleny
- Hmotnost – minimálně 540 kg
- Objem nádrže na závod maximálně 195 l.

## Složení týmů
| Číslo                                    | Pilot                                                     | Konstruktér                                                                          | Lidé v týmu |
| ---------------------------------------- | --------------------------------------------------------- | ------------------------------------------------------------------------------------ | --- |
| McLaren (Marlboro McLaren International) | McLaren (Marlboro McLaren International)                  | Model: MP4/2C Motor: TAG TTE-P01 V6 turbo Pneumatiky: Goodyear                       | Model: MP4/2C Motor: TAG TTE-P01 V6 turbo Pneumatiky: Goodyear                                                                      |
| 1 2                                      | Alain Prost Keke Rosberg                                  | John Barnard                                                                         | Robert Bell, Matthew Jeffreys, Gordon Kimball Steve Nichols, Tim Wright                                                             |
| Tyrrell (Data General Team Tyrrell)      | Tyrrell (Data General Team Tyrrell)                       | Model: 014, 015 Motor: Renault EF4B 1.5 V6T Pneumatiky: Goodyear                     | Model: 014, 015 Motor: Renault EF4B 1.5 V6T Pneumatiky: Goodyear                                                                    |
| 3 4                                      | Martin Brundle Philippe Streiff                           | Maurice Philippe Brian Lisles                                                        | Není |
| Williams (Canon Williams Honda Team)     | Williams (Canon Williams Honda Team)                      | Model: FW11 Motor: Honda RA 166 E V6 turbo Pneumatiky: Goodyear                      | Model: FW11 Motor: Honda RA 166 E V6 turbo Pneumatiky: Goodyear                                                                     |
| 5 6                                      | Nigel Mansell Nelson Piquet                               | Patrick Head Sergio Rinland                                                          | David Brown, Frank Dernie, John McQuilliam Brian O'Rourke, James Robinson, Enrique Scalabroni Ian Thomson                           |
| Brabham (Motor Racing Developments Ltd)  | Brabham (Motor Racing Developments Ltd)                   | Model: BT54, BT55 Motor: BMW M12/13 L4 Turbo Pneumatiky: Pirelli                     | Model: BT54, BT55 Motor: BMW M12/13 L4 Turbo Pneumatiky: Pirelli                                                                    |
| 7 8                                      | Riccardo Patrese Elio De Angelis Derek Warwick            | Gordon Murray David North                                                            | John Centry, Allen Macdonald, Charlie Whiting                                                                                       |
| RAM (Skoal Bandit Formula 1 Team)        | RAM (Skoal Bandit Formula 1 Team)                         | Model: 03B Motor: Hart 415 T L4 Turbo Pneumatiky: Pirelli                            | Model: 03B Motor: Hart 415 T L4 Turbo Pneumatiky: Pirelli                                                                           |
| 9                                        | Mike Thackwell                                            | Tým do sezóny nenastoupil                                                            | Není |
| Lotus (John Player Special Team Lotus)   | Lotus (John Player Special Team Lotus)                    | Model: 98 T Motor: Renault EF15B V6 Turbo Pneumatiky: Goodyear                       | Model: 98 T Motor: Renault EF15B V6 Turbo Pneumatiky: Goodyear                                                                      |
| 11 12                                    | Johnny Dumfries Ayrton Senna                              | Gérard Ducarouge Martin Ogilvie                                                      | Mike Coughlan, Nigel Cowperthwaite, John Davis Timothy Densham, John Dickinson, Steve Hallam Tony Rudd, Peter Wright (manažer)      |
| Zakspeed (West Zakspeed Racing)          | Zakspeed (West Zakspeed Racing)                           | Model: 861Motor: Zakspeed 1500/4 1.5 L4 Turbo Pneumatiky: Goodyear                   | Model: 861Motor: Zakspeed 1500/4 1.5 L4 Turbo Pneumatiky: Goodyear                                                                  |
| 14 29                                    | Jonathan Palmer Huub Rothengatter                         | Paul Brown Chris Murphy                                                              | Norbert Kreyer |
| Lola (Team Haas (USA) Ltd)               | Lola (Team Haas (USA) Ltd)                                | Model: THL1, THL2Motor: Hart 415T 1.5 L4 Turbo Pneumatiky: Goodyear                  | Model: THL1, THL2Motor: Hart 415T 1.5 L4 Turbo Pneumatiky: Goodyear                                                                 |
| 15 16                                    | Alan Jones Patrick Tambay Eddie Cheever                   | Neil Oatley John Baldwin                                                             | Tyler Alexander, Ross Brawn, Eric Broadley Frank Coppuck, Mark Handford, Adrian Newey Neil Oatley, Tony Purnell, George Ryton       |
| Arrows(Barclay Arrows BMW)               | Arrows(Barclay Arrows BMW)                                | Model: A8, A9 Motor: BMW M12/13 L4 Turbo Pneumatiky: Goodyear                        | Model: A8, A9 Motor: BMW M12/13 L4 Turbo Pneumatiky: Goodyear                                                                       |
| 17 18 17                                 | Marc Surer Thierry Boutsen Christian Danner               | Dave Wass                                                                            | Colin McGrory |
| Benetton (Benetton Formula Ltd)          | Benetton (Benetton Formula Ltd)                           | Model: B186 Motor: BMW M12/13 1.5 L4 Turbo Pneumatiky: Pirelli                       | Model: B186 Motor: BMW M12/13 1.5 L4 Turbo Pneumatiky: Pirelli                                                                      |
| 19 20                                    | Teo Fabi Gerhard Berger                                   | Rory Byrne                                                                           | Paul Crooks, Pat Symonds Malcom Tierney, Willem Toet                                                                                |
| Osella (Osella Squadra Corse)            | Osella (Osella Squadra Corse)                             | Model: FA1F, FA1G, FA1H Motor: Alfa Romeo 890T 1.5 V8 Turbo Pneumatiky: Pirelli      | Model: FA1F, FA1G, FA1H Motor: Alfa Romeo 890T 1.5 V8 Turbo Pneumatiky: Pirelli                                                     |
| 21 22                                    | Piercarlo Ghinzani Christian Danner Allen Berg Alex Caffi | Guiseppe Petrotta                                                                    | Ignazio Lunetta |
| Minardi(Minardi Team)                    | Minardi(Minardi Team)                                     | Model: M185B, M186Motor: Motori Moderni Tipo 615-90 1.5 V6 Turbo Pneumatiky: Pirelli | Model: M185B, M186Motor: Motori Moderni Tipo 615-90 1.5 V6 Turbo Pneumatiky: Pirelli                                                |
| 23 24                                    | Andrea de Cesaris Alessandro Nannini                      | Giacomo Caliri                                                                       | Carlo Chiti |
| Ligier(Equipe Ligier)                    | Ligier(Equipe Ligier)                                     | Model: JS 27 Motor: Renault EF4B V6 Turbo Pneumatiky: Pirelli                        | Model: JS 27 Motor: Renault EF4B V6 Turbo Pneumatiky: Pirelli                                                                       |
| 25 26                                    | René Arnoux Philippe Streiff Jacques Laffite              | Michel Tétu Claude Gallopin                                                          | Michel Beaujon, Henri Furane, Jean-Paul Gousset                                                                                     |
| Ferrari (Scuderia Ferrari SpA SEFAC)     | Ferrari (Scuderia Ferrari SpA SEFAC)                      | Model: F186 Motor: Ferrari Tipo 032 1.5 V6 Turbo Pneumatiky: Goodyear                | Model: F186 Motor: Ferrari Tipo 032 1.5 V6 Turbo Pneumatiky: Goodyear                                                               |
| 27 28                                    | Michele Alboreto Stefan Johansson                         | Harvey Postlethwaite Jean-Claude Migeot                                              | Giorgio Ascanelli, Luigi Bazuk, Gustav Brunner Roberto Dalla, Gianfranco Fantuzzi, Mauro Forghieri Stefano Govoni, Jean-Jacques His |
| Ekström                                  | Ekström                                                   | Model: GP86-01Motor: Motori Moderni Tipo 615-90 1.5 V6 Turbo Pneumatiky: Pirelli     | Model: GP86-01Motor: Motori Moderni Tipo 615-90 1.5 V6 Turbo Pneumatiky: Pirelli                                                    |
| 30                                       | Mauro Baldi                                               | Projekt nerealizován                                                                 | Není |
| AGS (Jolly Club SpA)                     | AGS (Jolly Club SpA)                                      | Model: JH21C Motor: Motori Moderni Tipo 615-90 1.5 V6 Turbo Pneumatiky: Pirelli      | Model: JH21C Motor: Motori Moderni Tipo 615-90 1.5 V6 Turbo Pneumatiky: Pirelli                                                     |
| 31                                       | Ivan Capelli                                              | Christian Vanderpleyn Michel Costa                                                   | Není |

- Seznam jezdců Formule 1
- Seznam konstruktérů Formule 1

## Velké ceny
| Datum               | Grand Prix                                  | Náhled | Akce           | Jezdec         | Vůz              | Stav MS       |
| ------------------- | ------------------------------------------- | ------ | -------------- | -------------- | ---------------- | ------------- |
| 1. GP 23. březen    | Brazílie Jacarepaguá (Výsledky)             |        | Závod          | Nelson Piquet  | Williams FW11    | Nelson Piquet |
| 1. GP 23. březen    | Brazílie Jacarepaguá (Výsledky)             | Kolo   | Nelson Piquet  | Williams FW11  |                  | Nelson Piquet |
| 1. GP 23. březen    | Brazílie Jacarepaguá (Výsledky)             | Pole   | Ayrton Senna   | Lotus 98T      |                  | Nelson Piquet |
| 2. GP 13. duben     | Španělsko Jerez (Výsledky)                  |        | Závod          | Ayrton Senna   | Lotus 98T        | Ayrton Senna  |
| 2. GP 13. duben     | Španělsko Jerez (Výsledky)                  | Kolo   | Nigel Mansell  | Williams FW11  |                  | Ayrton Senna  |
| 2. GP 13. duben     | Španělsko Jerez (Výsledky)                  | Pole   | Ayrton Senna   | Lotus 98T      |                  | Ayrton Senna  |
| 3. GP 27. duben     | San Marino Imola (Výsledky)                 |        | Závod          | Alain Prost    | McLaren MP4/2C   | Alain Prost   |
| 3. GP 27. duben     | San Marino Imola (Výsledky)                 | Kolo   | Nelson Piquet  | Williams FW11  |                  | Alain Prost   |
| 3. GP 27. duben     | San Marino Imola (Výsledky)                 | Pole   | Ayrton Senna   | Lotus 98T      |                  | Alain Prost   |
| 4. GP 11. květen    | Monako Circuit de Monaco (Výsledky)         |        | Závod          | Alain Prost    | McLaren MP4/2C   | Alain Prost   |
| 4. GP 11. květen    | Monako Circuit de Monaco (Výsledky)         | Kolo   | Alain Prost    | McLaren MP4/2C |                  | Alain Prost   |
| 4. GP 11. květen    | Monako Circuit de Monaco (Výsledky)         | Pole   | Alain Prost    | McLaren MP4/2C |                  | Alain Prost   |
| 5. GP 25. květen    | Belgie Spa-Francorchamps (Výsledky)         |        | Závod          | Nigel Mansell  | Williams FW11    | Ayrton Senna  |
| 5. GP 25. květen    | Belgie Spa-Francorchamps (Výsledky)         | Kolo   | Alain Prost    | McLaren MP4/2C |                  | Ayrton Senna  |
| 5. GP 25. květen    | Belgie Spa-Francorchamps (Výsledky)         | Pole   | Nelson Piquet  | Williams FW11  |                  | Ayrton Senna  |
| 6. GP 15. červen    | Kanada Circuit Gilles Villeneuve (Výsledky) |        | Závod          | Nigel Mansell  | Williams FW11    | Alain Prost   |
| 6. GP 15. červen    | Kanada Circuit Gilles Villeneuve (Výsledky) | Kolo   | Nelson Piquet  | Williams FW11  |                  | Alain Prost   |
| 6. GP 15. červen    | Kanada Circuit Gilles Villeneuve (Výsledky) | Pole   | Nigel Mansell  | Williams FW11  |                  | Alain Prost   |
| 7. GP 22. červen    | Detroit (Výsledky)                          |        | Závod          | Ayrton Senna   | Brabham-BMW BT54 | Ayrton Senna  |
| 7. GP 22. červen    | Detroit (Výsledky)                          | Kolo   | Nelson Piquet  | Williams FW11  |                  | Ayrton Senna  |
| 7. GP 22. červen    | Detroit (Výsledky)                          | Pole   | Ayrton Senna   | Lotus 98T      |                  | Ayrton Senna  |
| 8. GP 6. červenec   | Francie Paul-Ricard (Výsledky)              |        | Závod          | Nigel Mansell  | Williams FW11    | Alain Prost   |
| 8. GP 6. červenec   | Francie Paul-Ricard (Výsledky)              | Kolo   | Nigel Mansell  | Williams FW11  |                  | Alain Prost   |
| 8. GP 6. červenec   | Francie Paul-Ricard (Výsledky)              | Pole   | Ayrton Senna   | Lotus 98T      |                  | Alain Prost   |
| 9. GP 13. červenec  | Velká Británie Brands Hatch (Výsledky)      |        | Závod          | Nigel Mansell  | Williams FW11    | Nigel Mansell |
| 9. GP 13. červenec  | Velká Británie Brands Hatch (Výsledky)      | Kolo   | Nigel Mansell  | Williams FW11  |                  | Nigel Mansell |
| 9. GP 13. červenec  | Velká Británie Brands Hatch (Výsledky)      | Pole   | Nelson Piquet  | Williams FW11  |                  | Nigel Mansell |
| 10. GP 27. červenec | Německo Hockenheimring (Výsledky)           |        | Závod          | Nelson Piquet  | Williams FW11    | Nigel Mansell |
| 10. GP 27. červenec | Německo Hockenheimring (Výsledky)           | Kolo   | Gerhard Berger | Benetton B186  |                  | Nigel Mansell |
| 10. GP 27. červenec | Německo Hockenheimring (Výsledky)           | Pole   | Keke Rosberg   | McLaren MP4/2C |                  | Nigel Mansell |
| 11. GP 10. srpen    | Maďarsko Hungaroring (Výsledky)             |        | Závod          | Nelson Piquet  | Williams FW11    | Nigel Mansell |
| 11. GP 10. srpen    | Maďarsko Hungaroring (Výsledky)             | Kolo   | Nelson Piquet  | Williams FW11  |                  | Nigel Mansell |
| 11. GP 10. srpen    | Maďarsko Hungaroring (Výsledky)             | Pole   | Ayrton Senna   | Lotus 98T      |                  | Nigel Mansell |
| 12. GP 17. srpen    | Rakousko Osterreichring (Výsledky)          |        | Závod          | Alain Prost    | McLaren MP4/2C   | Nigel Mansell |
| 12. GP 17. srpen    | Rakousko Osterreichring (Výsledky)          | Kolo   | Gerhard Berger | Benetton B186  |                  | Nigel Mansell |
| 12. GP 17. srpen    | Rakousko Osterreichring (Výsledky)          | Pole   | Teo Fabi       | Benetton B186  |                  | Nigel Mansell |
| 13. GP 8. září      | Itálie Monza (Výsledky)                     |        | Závod          | Nelson Piquet  | Williams FW11    | Nigel Mansell |
| 13. GP 8. září      | Itálie Monza (Výsledky)                     | Kolo   | Teo Fabi       | Benetton B186  |                  | Nigel Mansell |
| 13. GP 8. září      | Itálie Monza (Výsledky)                     | Pole   | Teo Fabi       | Benetton B186  |                  | Nigel Mansell |
| 14. GP 7. září      | Portugalsko Estoril (Výsledky)              |        | Závod          | Nigel Mansell  | Williams FW11    | Nigel Mansell |
| 14. GP 7. září      | Portugalsko Estoril (Výsledky)              | Kolo   | Nigel Mansell  | Williams FW11  |                  | Nigel Mansell |
| 14. GP 7. září      | Portugalsko Estoril (Výsledky)              | Pole   | Ayrton Senna   | Lotus 98T      |                  | Nigel Mansell |
| 15. GP 12. říjen    | Mexiko Hermanos Rodríguez (Výsledky)        |        | Závod          | Gerhard Berger | Benetton B186    | Nigel Mansell |
| 15. GP 12. říjen    | Mexiko Hermanos Rodríguez (Výsledky)        | Kolo   | Nelson Piquet  | Williams FW11  |                  | Nigel Mansell |
| 15. GP 12. říjen    | Mexiko Hermanos Rodríguez (Výsledky)        | Pole   | Ayrton Senna   | Lotus 98T      |                  | Nigel Mansell |
| 16. GP 26. říjen    | Austrálie Adelaide (Výsledky)               |        | Závod          | Alain Prost    | McLaren MP4/2C   | Alain Prost   |
| 16. GP 26. říjen    | Austrálie Adelaide (Výsledky)               | Kolo   | Nelson Piquet  | Williams FW11  |                  | Alain Prost   |
| 16. GP 26. říjen    | Austrálie Adelaide (Výsledky)               | Pole   | Nigel Mansell  | Williams FW11  |                  | Alain Prost   |

## Konečné hodnocení Mistrovství Světa

### Jezdci
| Poř. | Jezdec             | BRA | ŠPA | SMR | MON | BEL | KAN | USZ | FRA | GBR | NĚM | HUN | RAK | ITA | POR | MEX | AUS | Body    |
| ---- | ------------------ | --- | --- | --- | --- | --- | --- | --- | --- | --- | --- | --- | --- | --- | --- | --- | --- | ------- |
| 1    | Alain Prost        | Ret | 3   | 1   | 1   | 6   | 2   | 3   | 2   | 3   | 6   | Ret | 1   | DSQ | 2   | 2   | 1   | 72 (74) |
| 2    | Nigel Mansell      | Ret | 2   | Ret | 4   | 1   | 1   | 5   | 1   | 1   | 3   | 3   | Ret | 2   | 1   | 5   | Ret | 70 (72) |
| 3    | Nelson Piquet      | 1   | Ret | 2   | 7   | Ret | 3   | Ret | 3   | 2   | 1   | 1   | Ret | 1   | 3   | 4   | 2   | 69      |
| 4    | Ayrton Senna       | 2   | 1   | Ret | 3   | 2   | 5   | 1   | Ret | Ret | 2   | 2   | Ret | Ret | 4   | 3   | Ret | 55      |
| 5    | Stefan Johansson   | Ret | Ret | 4   | 10  | 3   | Ret | Ret | Ret | Ret | 11  | 4   | 3   | 3   | 6   | 12  | 3   | 23      |
| 6    | Keke Rosberg       | Ret | 4   | 5   | 2   | Ret | 4   | Ret | 4   | Ret | 5   | Ret | 9   | 4   | Ret | Ret | Ret | 22      |
| 7    | Gerhard Berger     | 6   | 6   | 3   | Ret | 10  | Ret | Ret | Ret | Ret | 10  | Ret | 7   | 5   | Ret | 1   | Ret | 17      |
| 8    | Jacques Laffite    | 3   | Ret | Ret | 6   | 5   | 7   | 2   | 6   | Ret |     |     |     |     |     |     |     | 14      |
| 9    | Michele Alboreto   | Ret | Ret | 10  | Ret | 4   | 8   | 4   | 8   | Ret | Ret | Ret | 2   | Ret | 5   | Ret | Ret | 14      |
| 10   | René Arnoux        | 4   | Ret | Ret | 5   | Ret | 6   | Ret | 5   | 4   | 4   | Ret | 10  | Ret | 7   | 15  | 7   | 14      |
| 11   | Martin Brundle     | 5   | Ret | 8   | Ret | Ret | 9   | Ret | 10  | 5   | Ret | 6   | Ret | 10  | Ret | 11  | 4   | 8       |
| 12   | Alan Jones         | Ret | Ret | Ret | Ret | 11  | 10  | Ret | Ret | Ret | 9   | Ret | 4   | 6   |     | Ret | Ret | 4       |
| 13   | Johnny Dumfries    | 9   | Ret | Ret | DNQ | Ret | Ret | 7   | Ret | 7   | Ret | 5   | Ret | Ret | 9   | Ret | 6   | 3       |
| 14   | Philippe Streiff   | 7   | Ret | Ret | 11  | 12  | 11  | 9   | Ret | 6   | Ret | 8   | Ret | 9   | Ret | Ret | 5   | 3       |
| 15   | Patrick Tambay     | Ret | 8   | Ret | Ret | Ret | Ret |     | Ret | Ret | 8   | 7   | 5   | Ret | NC  | Ret | NC  | 2       |
| 16   | Teo Fabi           | 10  | 5   | Ret | Ret | 7   | Ret | Ret | Ret | Ret | Ret | Ret | Ret | Ret | 8   | Ret | 10  | 2       |
| 17   | Riccardo Patrese   | Ret | Ret | 6   | Ret | 8   | Ret | 6   | 7   | Ret | Ret | Ret | Ret | Ret | Ret | 13  | Ret | 2       |
| 18   | Christian Danner   | Ret | Ret | Ret | DNQ | Ret | Ret | Ret | 11  | Ret | Ret | Ret | 6   | 8   | 11  | 9   | Ret | 1       |
| 19   | Philippe Alliot    |     |     |     |     |     |     |     |     |     | Ret | 9   | Ret | Ret | Ret | 6   | 8   | 1       |
| 20   | Thierry Boutsen    | Ret | 7   | 7   | 8   | Ret | Ret | Ret | NC  | NC  | Ret | Ret | Ret | 7   | 10  | 7   | Ret | 0       |
| 21   | Derek Warwick      |     |     |     |     |     | Ret | 10  | 9   | 8   | 7   | Ret | DNS | Ret | Ret | Ret | Ret | 0       |
| 22   | Jonathan Palmer    | Ret | Ret | Ret | 12  | 13  | Ret | 8   | Ret | 9   | Ret | 10  | Ret | Ret | 12  | 10  | 9   | 0       |
| 23   | Huub Rothengatter  |     |     | Ret | DNQ | Ret | 12  | Ret | Ret | Ret | Ret | Ret | 8   | Ret | Ret |     | Ret | 0       |
| 24   | Andrea de Cesaris  | Ret | Ret | Ret | DNQ | Ret | Ret | Ret | Ret | Ret | Ret | Ret | Ret | Ret | Ret | 8   | Ret | 0       |
| 25   | Elio de Angelis    | 8   | Ret | Ret | Ret |     |     |     |     |     |     |     |     |     |     |     |     | 0       |
| 26   | Marc Surer         | Ret | Ret | 9   | 9   | 9   |     |     |     |     |     |     |     |     |     |     |     | 0       |
| 27   | Piercarlo Ghinzani | Ret | Ret | Ret | DNQ | Ret | Ret | Ret | Ret | Ret | Ret | Ret | 11  | Ret | Ret | Ret | Ret | 0       |
| 28   | Allen Berg         |     |     |     |     |     |     | Ret | Ret | Ret | 12  | Ret | Ret |     | 13  | 16  | NC  | 0       |
| 29   | Alessandro Nannini | Ret | Ret | Ret |     | Ret | Ret | Ret | Ret | Ret | Ret | Ret | Ret | Ret | NC  | 14  | Ret | 0       |
| —    | Ivan Capelli       |     |     |     |     |     |     |     |     |     |     |     |     | Ret | Ret |     |     | 0       |
| —    | Eddie Cheever      |     |     |     |     |     |     | Ret |     |     |     |     |     |     |     |     |     | 0       |
| —    | Alex Caffi         |     |     |     |     |     |     |     |     |     |     |     |     | NC  |     |     |     | 0       |

| Legenda k tabulce | Legenda k tabulce                                                                       |
| Barva             | Výsledek                                                                                |
| ----------------- | --------------------------------------------------------------------------------------- |
| Zlatá             | Vítěz                                                                                   |
| Stříbrná          | 2. místo                                                                                |
| Bronzová          | 3. místo                                                                                |
| Zelená            | Bodované umístění                                                                       |
| Modrá             | Nebodované umístění                                                                     |
| Modrá             | Dokončil neklasifikován (NC)                                                            |
| Fialová           | Odstoupil (Ret)                                                                         |
| Červená           | Nekvalifikoval se (DNQ)                                                                 |
| Červená           | Nepředkvalifikoval se (DNPQ)                                                            |
| Černá             | Diskvalifikován (DSQ)                                                                   |
| Bílá              | Nestartoval (DNS)                                                                       |
| Bílá              | Závod zrušen (C)                                                                        |
| Světle modrá      | Pouze trénoval (PO)                                                                     |
| Světle modrá      | Páteční testovací jezdec (TD)                                                           |
| Bez barvy         | Netrénoval (DNP)                                                                        |
| Bez barvy         | Vyřazen (EX)                                                                            |
| Bez barvy         | Nepřijel (DNA)                                                                          |
| Bez barvy         | Odvolal účast (WD)                                                                      |
| Bez barvy         | Nezúčastnil se (prázdné)                                                                |
| Označení          | Význam                                                                                  |
| Tučnost           | Pole position                                                                           |
| Kurzíva           | Nejrychlejší kolo                                                                       |
| †                 | Jezdec nedojel do cíle, ale byl klasifikován, protože odjel více než 90 % délky závodu. |
| ‡                 | Byl udělován poloviční počet bodů, protože bylo odjeto méně než 75 % délky závodu.      |
| Horní index       | Umístění bodujících jezdců ve sprintu                                                   |

### Vozy
| *  | Konstruktér            | Šasi           | Motor                      | Body | Vítězství | Podium | Pole |
| -- | ---------------------- | -------------- | -------------------------- | ---- | --------- | ------ | ---- |
| 1  | Williams-Honda         | FW11           | Honda RA166E               | 141  | 9         | 19     | 4    |
| 2  | McLaren-TAG            | MP4/2C         | TAG Porsche P01            | 96   | 4         | 12     | 2    |
| 3  | Lotus-Renault          | 98T            | Renault EF15B              | 58   | 2         | 8      | 8    |
| 4  | Ferrari                | F1/86          | Ferrari 032                | 37   |           | 5      |      |
| 5  | Ligier-Renault         | JS27           | Renault EF4B Renault EF15  | 29   |           | 2      |      |
| 6  | Benetton-BMW           | B186           | BMW M12/13                 | 19   | 1         | 2      | 2    |
| 7  | Tyrrell- Renault       | 014 015        | Renault EF4B Renault EF15  | 11   |           |        |      |
| 8  | Haas Lola-Ford         | THL2           | Ford GBA                   | 6    |           |        |      |
| 9  | Brabham-BMW            | BT54 BT55      | BMW M12/13                 | 2    |           |        |      |
| 10 | Arrows-BMW             | A8 A9          | BMW M12/13                 | 1    |           |        |      |
| 11 | Zakspeed               | 861            | Zakspeed 1500/4            |      |           |        |      |
| 12 | Osella-Alfa Romeo      | FA1F FA1G FA1H | Alfa Romeo 890T            |      |           |        |      |
| 13 | Haas Lola- Hart        | THL1           | Hart 415T                  |      |           |        |      |
| 14 | AGS-Motori Moderni     | JH21C          | Motori Moderni Tipo 615-90 |      |           |        |      |
| 15 | Minardi-Motori Moderni | M85B M86       | Motori Moderni Tipo 615-90 |      |           |        |      |